# Оротова киселина
Оротовата киселина е хетероциклично съединение и киселина. Известна е още и като пирамидинкарбоксилна киселина. В исторически аспект се е смятало, че е част от семейството на витамин B и се е наричала витамин B13, сега, обаче е изяснено, че не е витамин.
В тялото се синтезира от чревната микрофлора.

## Синтез на оротат
Дихидрооротатът се трансформира в оротова киселина под действие на ензима дихидроортат дехидрогеназа, като с последствие се свързва с фосфорибозил пирофосфат (PRPP) като се образува оротидилат (OMP).
Разликата в нукеотидната синтеза е, че при пиримидиновия синтез, пръстена се напълно завършен при закачането за пентозата, докато при пуриновия синтез пръстена се формира при върху захарта.

## Патология
Свръхпродукцията на оротова киселина води до ацидурия. Това може да е симптом на увеличен количество амоняк следствие на метаболитно разстройство като разстройство на орнитиновия цикъл.
Оротовата киселина е мутаген, предизвикващ мутации в соматичните клетки на бозайниците. Тя е също така мутагенна за бактерии и дрожди.